# Баумен (Джорджія)
Баумен (англ. Bowman) — місто (англ. city) в США, в окрузі Елберт штату Джорджія. Населення — 872 особи (2020).

## Географія
Баумен розташований за координатами 34°12′19″ пн. ш. 83°1′52″ зх. д. / 34.20528° пн. ш. 83.03111° зх. д. (34.205388, -83.031139).  За даними Бюро перепису населення США в 2010 році місто мало площу 8,13 км², з яких 8,08 км² — суходіл та 0,06 км² — водойми.

## Демографія
Згідно з переписом 2010 року, у місті мешкали 862 особи в 360 домогосподарствах у складі 232 родин. Густота населення становила 106 осіб/км².  Було 409 помешкань (50/км²).
Расовий склад населення:
| - 71,3 % — білих - 26,7 % — чорних або афроамериканців - 0,2 % — азіатів - 1,2 % — осіб інших рас |

До двох чи більше рас належало 0,6 %. Частка іспаномовних становила 3,4 % від усіх жителів.
За віковим діапазоном населення розподілялося таким чином: 23,8 % — особи молодші 18 років, 59,1 % — особи у віці 18—64 років, 17,1 % — особи у віці 65 років та старші. Медіана віку мешканця становила 40,6 року. На 100 осіб жіночої статі у місті припадало 88,2 чоловіків;  на 100 жінок у віці від 18 років та старших — 85,6 чоловіків також старших 18 років.
Середній дохід на одне домашнє господарство  становив 32 096 доларів США (медіана — 26 439), а середній дохід на одну сім'ю — 40 762 долари (медіана — 34 120). За межею бідності перебувало 27,8 % осіб, у тому числі 41,2 % дітей у віці до 18 років та 14,3 % осіб у віці 65 років та старших.
Цивільне працевлаштоване населення становило 216 осіб. Основні галузі зайнятості: освіта, охорона здоров'я та соціальна допомога — 34,3 %, виробництво — 23,1 %, роздрібна торгівля — 11,1 %, будівництво — 8,3 %.